# Bracknell Forest
Bracknell Forest este o Autoritate Unitară în regiunea South East England.

## Orașe
- Bracknell;
- Crowthorne;
- Sandhurst;

1. ↑  Bracknell Forest (Unitary District, Bracknell Forest, United Kingdom) - Population Statistics, Charts, Map and Location (în engleză), arhivat din original|archive-url= necesită |url= (ajutor) la 5 iulie 2023